# Masters 1972
La 3 edición de la Tennis Masters Cup se realizó del 28 de noviembre al 4 de diciembre del 1972 en Barcelona, España. Todos los partidos se disputaron en el Palau Blaugrana, sobre una superficie sintética.

## Individuales

### Clasificados
- Andrés Gimeno
- Ilie Năstase
- Manuel Orantes
- Jan Kodeš
- Tom Gorman
- Bob Hewitt
- Jimmy Connors
- Stan Smith

### Grupo A
| Resultados Round Robin-Win | Result-Res | -Winner-Winner-Winner-Win | -Score-Score-Score-Score |
| -------------------------- | ---------- | ------------------------- | ------------------------ |
| Ilie Năstase (RUM)         | derrota a  | Tom Gorman (USA)          | 6–2, 6–3                 |
| Ilie Năstase (RUM)         | derrota a  | Manuel Orantes (ESP)      | 6–3, 6–4                 |
| Ilie Năstase (RUM)         | derrota a  | Bob Hewitt (RSA)          | 6–4, 6–4                 |
| Tom Gorman (USA)           | derrota a  | Bob Hewitt (RSA)          | 6–4, 6–2                 |
| Tom Gorman (USA)           | derrota a  | Manuel Orantes (ESP)      | 6–3, 6–4                 |
| Manuel Orantes (ESP)       | derrota a  | Bob Hewitt (RSA)          | 6–3, 6–3                 |

### Grupo B
| Resultados Round Robin-Win | Result-Res | -Winner-Winner-Winner-Win | -Score-Score-Score-Score |
| -------------------------- | ---------- | ------------------------- | ------------------------ |
| Stan Smith (USA)           | derrota a  | Jimmy Connors (USA)       | 3–6, 6–2, 7–5            |
| Stan Smith (USA)           | derrota a  | Jan Kodeš (CZE)           | 6–1, 6–0                 |
| Stan Smith (USA)           | derrota a  | Andrés Gimeno (ESP)       | 6–2, 3–6, 6–3            |
| Jimmy Connors (USA)        | derrota a  | Jan Kodeš (CZE)           | 6–4, 6–3                 |
| Jimmy Connors (USA)        | derrota a  | Andrés Gimeno (ESP)       | 6–3, 6–7, 6–2            |
| Jan Kodeš (CZE)            | derrota a  | Andrés Gimeno (ESP)       | 6–3, 6–2                 |

| Resultados Etapa Final-Win | -Winner-Winner-Winner-Win | Result-Res | -Winner-Winner-Winner-Win | -Score-Score-Score-Score |
| -------------------------- | ------------------------- | ---------- | ------------------------- | ------------------------ |
| Semifinal                  | Ilie Năstase (RUM)        | derrota a  | Jimmy Connors (USA)       | 6-2 6-3 6-2              |
| Semifinal                  | Stan Smith (USA)          | derrota a  | Tom Gorman (USA)          | 6-7 7-5 5-7 4-5r         |
| Final                      | Ilie Năstase (RUM)        | derrota a  | Stan Smith (USA)          | 6-3 6-2 3-6 2-6 6-3      |

| Predecesor: 1971 | ATP World Tour Finals 1972 | Sucesor: 1973 |